# Richard Rothe

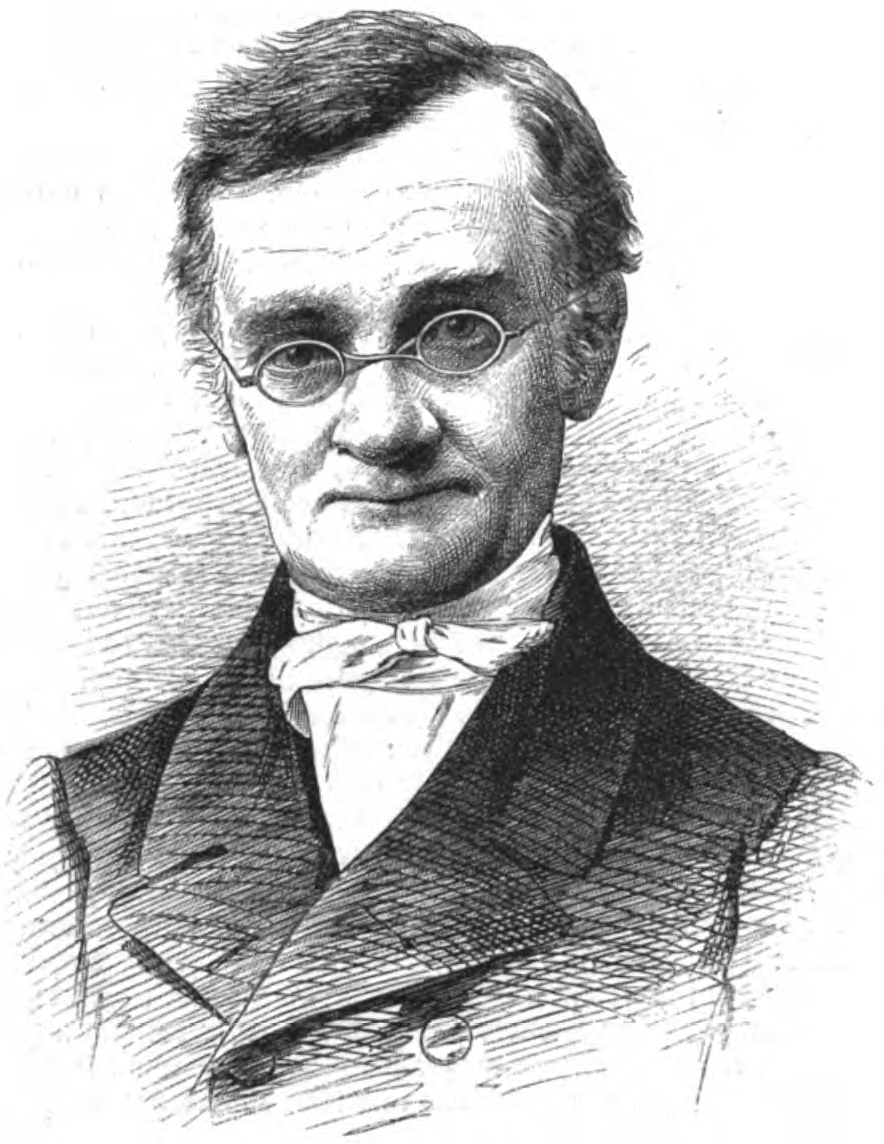
Richard Rothe

Richard Rothe, född den 28 januari 1799 i Posen, död den 20 augusti 1867 i Heidelberg, var en tysk protestantisk teolog.
Rothe blev 1823 preussisk legationspredikant i Rom, 1828 professor i Wittenberg, 1837 i Heidelberg, 1849 i Bonn och 1854 ånyo professor i Heidelberg. Som föreläsare behandlade Rothe nästan alla teologins discipliner. Som vetenskaplig författare gjorde han sig först bemärkt på kyrkohistoriens område, genom det betydande arbetet Die Anfänge der christlichen Kirche und ihrer Verfassung (1837). Redan här är emellertid framställningen, inte alltid till förmån för den rent historiska undersökningen, infogad i en spekulativ betraktelses ram, och på det systematiska området ligger också Rothes egentliga livsverk. 
Hans huvudarbete, ett av den samtida teologins mest monumentala verk, Theologische Ethik (3 band, 1845-48; 2:a upplagan, i 5 band, 1869-71), omsluter vida mera än en framställning av etiken i vanlig mening. Medan dogmatiken, som ägande till föremål de kyrkliga dogmerna, av Rothe förs till den historiska teologin, uppfattar han etiken som den spekulativa teologins avslutande disciplin, i vilken hela det kristna trosinnehållet vinner sin slutliga begrundning. Den har därför, menar han, att följa en av all yttre auktoritet liksom också av all empirisk erfarenhet oberoende, rent spekulativ metod. 
I utförandet av denna ansluter Rothe sig nära till Hegel, blott att spekulationen här har att utgå inte som i filosofin från det rena självmedvetandet, utan från det däri för den fromme omedelbart inneslutna gudsmedvetandet och såtillvida också kan betecknas som "teosofi". Ett värdefullt komplement till sin etik gav Rothe i skriften Zur Dogmatik (1863; 2:a upplagan 1869). Efter Rothes död utgavs av hans lärjungar en serie av hans föreläsningar över olika ämnen, Vorlesungen über Kirchengeschichte (1875-76), Theologische Encyclopädie (1880) och så vidare. 
Till sin teologiska ståndpunkt brukar Rothe räknas till den så kallade förmedlingsteologin. I viss mening förmedlingsteolog framför alla andra, intar han dock i grunden en ställning helt för sig. I hans tänkande möts, sammanhållna av hans sällsynt rika och djupa personlighet, element, som annars ser ut att stå i oförsonlig motsats till varandra. Hans abstrakt spekulativa läggning motvägs av en stark förkärlek för, av honom på ett nästan krasst realistiskt sätt utförda, teosofiska idéer. Vid sidan av den under Hegels inflytande starkt framträdande tendensen i panteistisk-monistisk riktning står, exempelvis i uppfattningen av uppenbarelse och under, en till det yttersta skärpt teistisk-supranaturalistisk åskådning. 
I kyrkligt hänseende röjde Rothe på flera punkter katoliserande sympatier, men anslöt sig å andra sidan, under slutet av sitt liv, till den ultraliberala Protestantenverein. Detta steg, som på sin tid väckte stort uppseende, får sin förklaring av Rothes egendomliga, redan i hans kyrkohistoriska arbete utvecklade och sedan alltjämt vidhållna teori om förhållandet mellan stat och kyrka. Staten fattas av Rothe i anslutning till Hegel som det samfund, i vilket sedligheten får sitt universella förverkligande. Då nu sedligheten, rätt fattad, i sig innesluter religionen som ett moment och denna åter först som den i sedligheten immanenta drivkraften vinner sitt sanna förverkligande, måste idealet vara, att kyrkan, som det enbart religiösa samfundet, under uppgivande av sin separata existens, uppgår i staten för att just så kunna liksom allsidigt genomsyra dess liv. 
Einar Billing avslutar artikeln i Nordisk Familjebok: "Begynnelsen till en sådan kulturlifvets inre, "omedvetna" kristianisering såg R., med sällsam sangvinism, i sin tids kyrkoupplösande tendenser. I den starka spänningen mellan de olika af R. upptagna tankeelementen, liksom i hans tänkandes något abstrusa art, ligger förklaringen till, att han aldrig bildat någon egentlig 'skola' och öfver hufvud ej på den teologiska utvecklingen öfvat ett mot hans inre betydenhet svarande inflytande." Billing hänvisar dessutom till arbeten av Nippold (Richard Rothe, 2 band, 1873-74) och Hausrath (Richard Rothe und seine Freunde, 2 band, 1902-06).